# Antinoo Farnese
L'Antinoo Farnese è una scultura marmorea del II secolo d.C. conservata presso il museo archeologico nazionale di Napoli.
Rinvenuta in occasione degli scavi romani voluti da papa Paolo III intorno alla seconda metà del XVI secolo, la scultura trovò ben presto spazio all'ingresso alla Galleria dei Carracci nel palazzo Farnese di Roma. Intorno al 1786, per volere del re Ferdinando IV di Borbone, l'opera fu trasferita a Napoli assieme al resto della collezione Farnese.
L'opera, che rappresenta un ragazzo dal fascino malinconico, con volto tondo, guance piene e prive di qualsiasi peluria, labbra sensuali e folta capigliatura a grosse ciocche mosse, risale all'epoca adrianea, quando al ragazzo Antinoo, amante di Adriano, furono dedicate, in seguito alla sua morte, numerose sculture da parte dell'imperatore romano.
Sempre allo stesso periodo e sempre dal palazzo Farnese, risale infatti un'altra statua dedicata ad Antinoo nella quale il giovane è ritratto nelle sembianze di Dionisio. Anche quest'ultima versione è oggi esposta all'archeologico di Napoli.

## Altre versioni

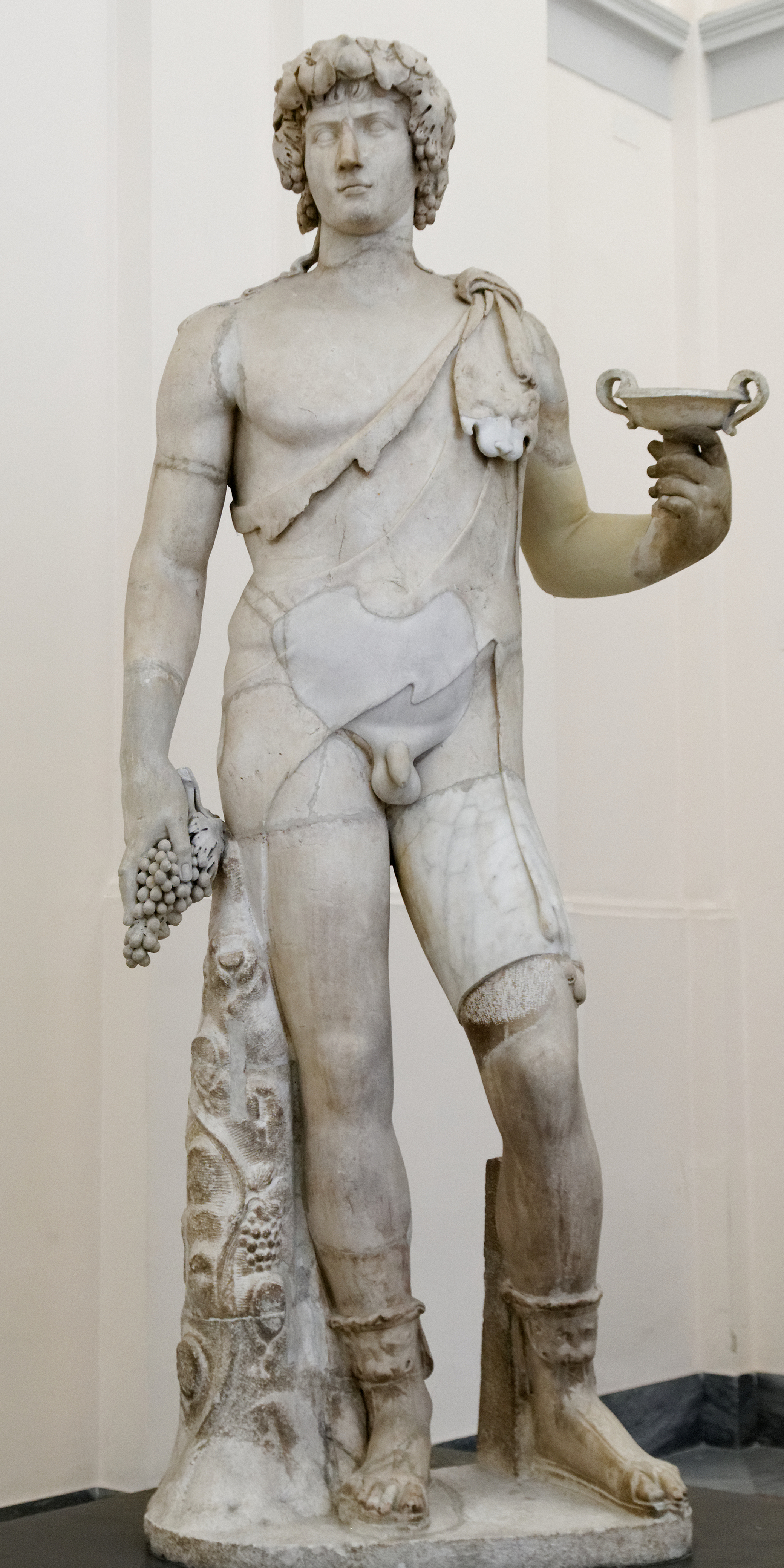
Antinoo come Dionisio